# Supercopa Argentina
Supercopa Argentina neboli argentinský fotbalový superpohár je fotbalová soutěž v Argentině pořádaná Argentinskou fotbalovou asociací (AFA). Jedná se o zápas mezi vítězem nejvyšší ligy Primera División a vítězem poháru Copa Argentina. První ročník se uskutečnil v roce 2012.

## Přehled utkání
Pozn.: vítěz označen tučně

| Rok  | Vítěz (tituly)         | Finalista       | Výsledek       |
| ---- | ---------------------- | --------------- | -------------- |
| 2012 | Arsenal (1)            | Boca Juniors    | 0:0 (4:3 pen.) |
| 2013 | CA Vélez Sarsfield (1) | Arsenal         | 1:0            |
| 2014 | Huracán (1)            | River Plate     | 1:0            |
| 2015 | San Lorenzo (1)        | Boca Juniors    | 4:0            |
| 2016 | Lanús (1)              | River Plate     | 3:0            |
| 2017 | River Plate (1)        | Boca Juniors    | 2:0            |
| 2018 | Boca Juniors (1)       | Rosario Central | 0:0 (6:5 pen.) |
| 2019 | River Plate (2)        | Racing Club     | 5:0            |